# 東芝林間病院
東芝林間病院(とうしばりんかんびょういん)は、かつて神奈川県相模原市南区上鶴間にあった東芝系の医療機関である。東芝健康保険組合の直営病院だった。

## 概要
東芝の健康保険組合加入員の結核療養を主な目的として開設。病院敷地内に訪問看護ステーションを併設している。2022年、医療法人武蔵野総合病院（現・医療法人ユーカリ）に訪問看護ステーションを含む病院の全事業を継承することが発表され、2023年5月1日の事業継承と同時に病院名は「医療法人ユーカリ さがみ林間病院」に、林間訪問看護ステーションは「医療法人ユーカリ さがみ林間訪問看護ステーション」にそれぞれ改称された。

## 沿革
- 1953年7月 東芝の7健康保険組合による共同設立 診療科目(内科・外科・放射線科) 病床数115床(結核105床・一般10床)
- 1967年4月 東芝健康保険組合一本化に伴って東芝健康保険組合直営病院となる
- 1972年3月 新病棟完成 病床200床(結核70床・一般120床・ドック10床)
- 1986年4月 結核病棟廃止 一般病床200床体制
- 2000年7月 許可病床数変更199床
- 2004年8月 許可病床数変更一般病床120床・回復リハビリ病床40床・療養病床39床
- 2005年3月 内視鏡センター設立
- 2005年5月 新病棟稼働
- 2005年7月 人間ドックセンター稼働
- 2008年4月 療養病床を一般病床に変更する 一般病床199床(内回復期リハビリテーション病床40床)体制
- 2023年5月 東芝健康保険組合から医療法人武蔵野総合病院（現・医療法人ユーカリ）に事業継承。病院名を「さがみ林間病院」に変更[2]。

## 診療科
- 神経内科
- 循環器内科
- 消化器内科
- 糖尿病・代謝・内分泌内科
- 腎臓内科
- リウマチ科
- 外科
- 整形外科
- 歯科口腔外科
- 脳神経外科
- 皮膚科
- 眼科
- 耳鼻咽喉科
- 泌尿器科
- 婦人科
- 麻酔科
- 放射線科

## 専門・特殊外来
各専門・特殊外来においては初診は予約が必要となる。
- 頭痛外来
- 乳腺外来
- ストーマ外来
- しびれ外来
- 血液透析センター
- 内視鏡センター
- 人工関節センター
- 総合健診センター

## 交通アクセス
- 小田急江ノ島線東林間駅東口より徒歩2分
- 国道16号線中和田交差点より東林間方面